# ۳۰۷ (میلادی)
۳۰۷ (میلادی) سیصد  و هفتمین سال تقویم میلادی است.

## رویدادها
- کنستانتین یکم پس از جداشدن از همسرش مینروینا با فاوستا، دختر امپراتور مستعفی ماکسیمیان ازدواج می‌کند.
- به دنبال شورش ماکسنتیوس در ۳۰۶ در رم و ادعای امپراتوری، فلاویوس والریوس سوروس از سوی گالریوس برای سرکوب او فرستاده می‌شود. اما سپاهیانش پس از رسیدن به رم به ماکسنتیوس و پدرش ماکسیمیان می‌پیوندند و سوروس دستگیر و به‌عنوان گروگان زندانی می‌شود.
- گالریوس به ایتالیا لشکرکشی می‌کند که موفقیتی در بر نداشته و مجبور به عقب‌نشینی می‌شود.
- سوروس به فرمان ماکسنتیوس اعدام می‌شود.

## درگذشتگان
- ۱۶ سپتامبر - فلاویوس والریوس سوروس، امپراتور روم

‎